# Christoph Böhr
Christoph Böhr (* 1. Februar 1954 in Mayen) ist ein ehemaliger deutscher Politiker (CDU). Im Zusammenhang mit der Parteienfinanzierungs-Affäre der rheinland-pfälzischen CDU für den Landtagswahlkampf 2005/2006 wurde Böhr, der sich 2009 aus der Politik zurückgezogen hatte, 2013 wegen Untreue zu einer Bewährungsstrafe verurteilt.

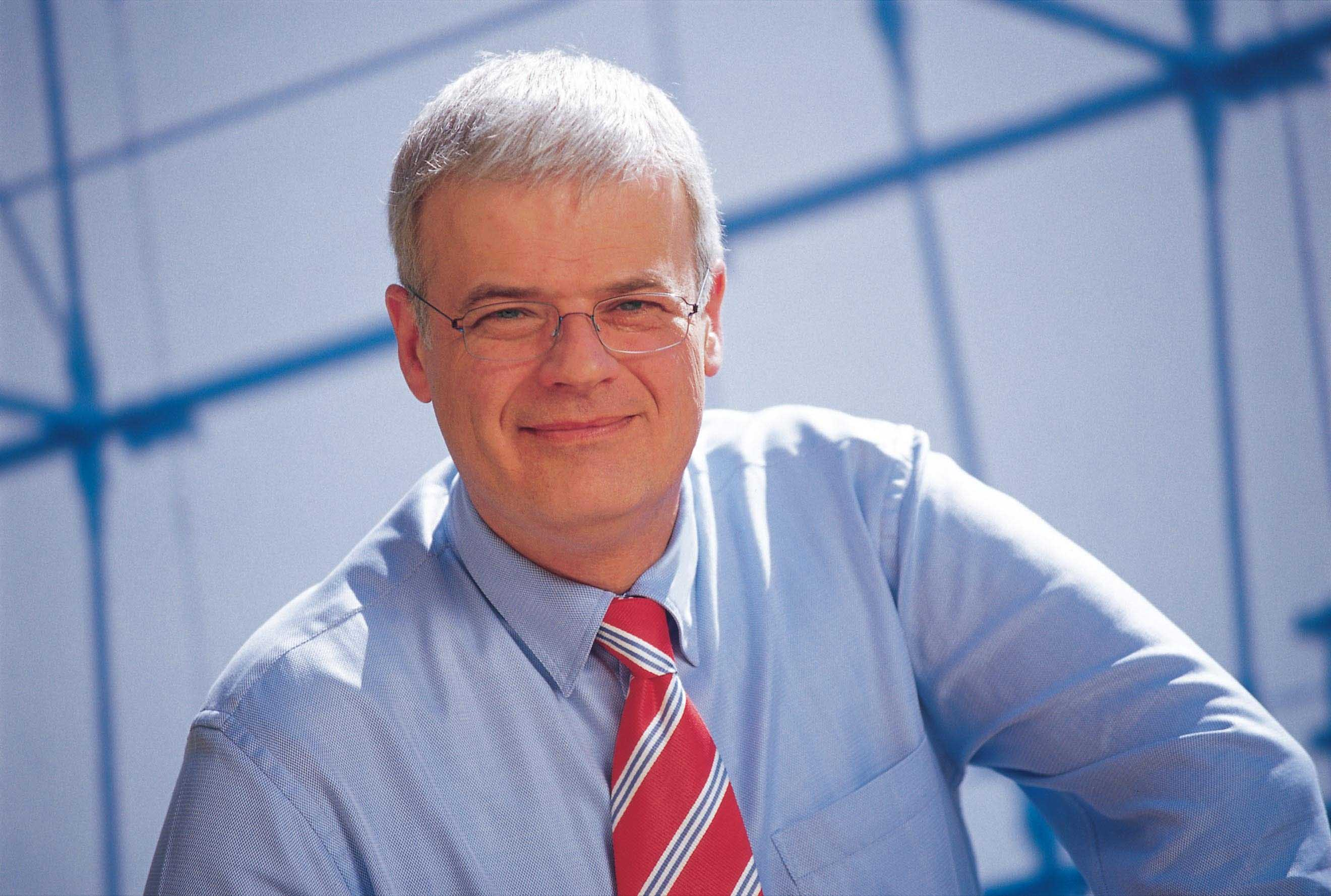
Christoph Böhr, 2005

## Leben

### Ausbildung und wissenschaftlicher Werdegang
Nach seinem Abitur am humanistischen Friedrich-Wilhelm-Gymnasium Trier im Jahr 1972 studierte Böhr an den Universitäten Trier und Mainz Philosophie, Germanistik, Neuere Geschichte und Politikwissenschaft. 1980 und 1984 legte er seine Staatsexamina ab. Ab 1980 war er als wissenschaftlicher Mitarbeiter an der Universität Trier und von 1981 bis 1983 bei den Wissenschaftlichen Diensten des Deutschen Bundestages tätig. Anschließend arbeitete Christoph Böhr als wissenschaftlicher Mitarbeiter am Forschungsprojekt „Immanuel Kant und die Philosophie der Spätaufklärung“ an der Universität Trier mit. Im Anschluss daran übernahm er bis 1987 Tätigkeiten als Referent in der Fort- und Weiterbildung. Böhr wurde im Jahre 2000 mit einer Arbeit über die Philosophie der deutschen Spätaufklärung im Zeitalter Kants bei Norbert Hinske an der Universität Trier promoviert. Von 2007 bis 2010 war er Vorsitzender der nach Nikolaus von Kues benannten Cusanus-Gesellschaft. Seit 2008 ist Christoph Böhr in der wissenschaftlichen Lehre tätig. Seine Schwerpunkte liegen auf der Politischen Theorie, der Sozialphilosophie und der Anthropologie. 2009 wurde Christoph Böhr zum Mitglied des Editorial Advisory Board der Zeitschrift Ethos in Lublin berufen. Seit 2011 ist er Herausgeber der Buchreihe Das Bild vom Menschen und die Ordnung der Gesellschaft im VS Verlag für Sozialwissenschaften Wiesbaden.
Böhr war seit dem Wintersemester 2010/11 als Gastdozent am Institut für Philosophie der Philosophisch-Theologischen Hochschule Benedikt XVI. bei Heiligenkreuz (Niederösterreich) tätig. Seit dem Wintersemester 2015/16 ist er an der einzigen aktiven Ordenshochschule in Österreich außerordentlicher Professor für Philosophische Gegenwartsfragen.

### Parteilaufbahn

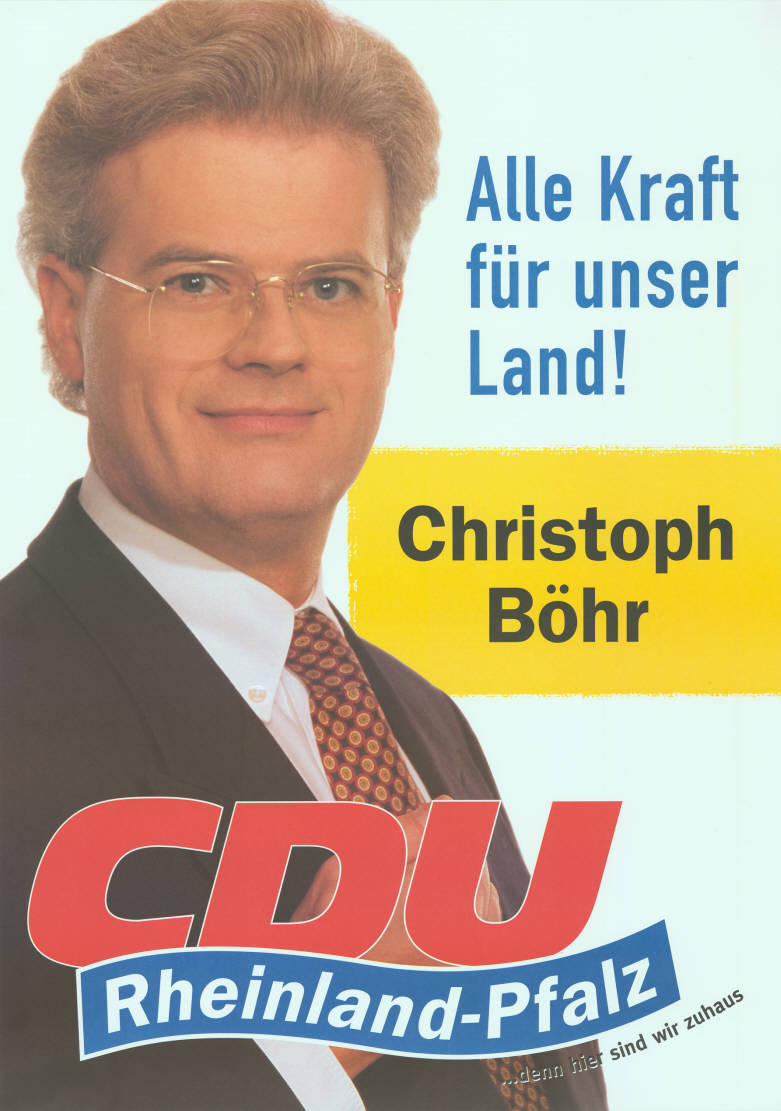
Böhr auf einem CDU-Plakat zur Landtagswahl 1996

Im Alter von 16 Jahren trat Böhr 1970 der Jungen Union (JU) bei; ab 1979 war er im Bundesvorstand der JU aktiv. 1983 wurde er zum JU-Bundesvorsitzenden gewählt. Nach seiner Wahl in den rheinland-pfälzischen Landtag 1987 gab er dieses Amt 1989 an Hermann Gröhe ab. Im Landtag fungierte er zunächst als finanz- und haushaltspolitischer Sprecher der CDU-Fraktion. 1993 wurde Böhr zum Vorsitzenden der CDU-Landtagsfraktion gewählt. Absprachegemäß gab er dieses Amt 1995 an den damaligen Spitzenkandidaten und CDU-Landesvorsitzenden Johannes Gerster ab. Er blieb jedoch dessen Stellvertreter in der Fraktion. Nach dem Rückzug Gersters aus der aktiven Politik nach der CDU-Wahlniederlage 1996 übernahm Böhr erneut den Fraktionsvorsitz und wurde überdies im selben zum Landesvorsitzenden seiner Partei gewählt. 
Für die Landtagswahl 2001 wurde Böhr zum Spitzenkandidaten gewählt. Bei dieser konnte sich Böhr nicht gegen Ministerpräsident Kurt Beck (SPD) durchsetzen, stattdessen sackte die CDU mit 35,3 Prozent der Stimmen auf das bis dahin schlechteste Ergebnis ihrer Geschichte ab.
Trotz dieser Niederlage verblieb Böhr in seinen Ämtern. Er gehört zum sogenannten Andenpakt, einer Gruppierung früherer Führungskräfte der Jungen Union. Von 1998 bis 2006 übernahm er zudem den Vorsitz in der Konferenz der Fraktionsvorsitzenden von CDU und CSU des Bundes und der Länder. Er war Mitbegründer des Kardinal-Höffner-Kreises, einem Zusammenschluss von christlichen CDU/CSU-Politikern.
Im Vorfeld der Landtagswahl 2006 gab es Bestrebungen einer Reihe rheinland-pfälzischer CDU-Bezirksvorsitzender, Böhr zum Rücktritt von einer erneuten Spitzenkandidatur zu bewegen. 
In der daraufhin angesetzten ersten Mitgliederbefragung der Geschichte der rheinland-pfälzischen CDU setzte er sich 2005 gegen deren Initiator, den Trierer Bezirksvorsitzenden Peter Rauen, durch und wurde anschließend zum Spitzenkandidaten für die Landtagswahl 2006 gewählt. Nachdem dort die CDU mit 32,8 % das bis dahin schlechteste Ergebnis ihrer Geschichte in Rheinland-Pfalz erzielt hatte und die SPD unter Kurt Beck erstmals die absolute Mehrheit erzielen konnte, trat er noch am Wahltag von seinen Ämtern als CDU-Landesvorsitzender und Vorsitzender der CDU-Landtagsfraktion zurück.
Neben seiner landespolitischen Arbeit als Oppositionsführer von 1993 bis 2006 war Böhr bundespolitisch aktiv: Als Gründungsvorsitzender der Wertekommission der CDU Deutschlands von 1999 bis 2006 und in den Jahren 2002 bis 2006 als stellvertretender Bundesvorsitzender. Böhr ist Autor zahlreicher Bücher. Seine Themen liegen meist auf der Schnittstelle von politischen und philosophischen Fragen. Er schreibt Artikel und Kommentare für verschiedene überregionale deutsche Zeitungen.
Am 18. Februar 2009 gab Böhr seinen Rückzug aus der Politik bekannt. Sein Nachrücker im Landtag wurde der Vorsitzende der Trierer CDU-Stadtratsfraktion, Bertrand Adams.

### Parteienfinanzierungs-Affäre der rheinland-pfälzischen CDU
Von Ende 2008 bis April 2010 prüfte der Rechnungshof Rheinland-Pfalz, ob die CDU-Landtagsfraktion 385 000 Euro für den Landtagswahlkampf 2005/2006 zweckentfremdet hatte. Aus dem Abschlussbericht des Rechnungshofes ergab sich der u. a. auf Aussagen des damaligen Fraktionsgeschäftsführers Markus Hebgen beruhende Verdacht der illegalen Parteienfinanzierung ab 2004. Die Staatsanwaltschaft Mainz nahm Anfang Mai 2010 Ermittlungen auf.
Die Düsseldorfer Kommunikationsagentur C4 Consulting GmbH – Geschäftsführer war der mittlerweile zurückgetretene Hamburger Finanzsenator Carsten Frigge (CDU) (zusammen mit Anabel Houben – 50/50) – hatte in den Jahren 2005 und 2006 die rheinland-pfälzische CDU im Landtagswahlkampf beraten. Die für diese Tätigkeit berechneten Honorare in Höhe von 385.918,40 Euro waren jedoch nicht aus der Partei-, sondern aus der CDU-Fraktions-Kasse beglichen worden. Allerdings sind Fraktionsgelder überwiegend Steuermittel, die nicht für Parteizwecke verwendet werden dürfen, weshalb auch eine Verwendung zu Wahlkampfzwecken nach dem Parteien-Gesetz verboten ist. Die Summe ist folglich als illegale Parteispende der CDU-Parlamentsfraktion an den Landesverband der CDU Rheinland-Pfalz zu werten.
Nach weiteren Ermittlungen der Staatsanwaltschaft Mainz musste die CDU Rheinland-Pfalz dann am 20. Dezember 2010 auch zugeben, dass sie ihren Wahlkampf im Jahre 2006 illegal finanziert hatte. Der damalige Generalsekretär der CDU Rheinland-Pfalz, Josef Rosenbauer, gestand – nach Einsicht in die Ermittlungsakten der Staatsanwaltschaft Mainz – ein: „Die Agentur C4 Consulting hat ihre Beratungsleistungen in 2005/2006 offensichtlich im Wesentlichen für den Wahlkampf der CDU Rheinland-Pfalz erbracht.“ Und: „Die Zahlungen sind rechtlich als unzulässige Parteispenden zu qualifizieren.“ Die Partei kündigte an, die illegal verwendeten 401 084,32 Euro umgehend an den Bundestag zu zahlen. Die Gesamtsumme von 401 084,32 Euro ergibt sich aus den an die C4 Consulting GmbH gezahlten 385 000 Euro, sowie Rechnungen von drei weiteren Beratungsagenturen, die ebenso illegal aus der Fraktions-Kasse bezahlt worden sind. Wegen dieses Verstoßes gegen § 25 Abs. 2 Nr. 1 PartG wurde von Bundestagspräsident Norbert Lammert (CDU) am 23. Dezember 2010 ein Sanktionsbescheid gegen die CDU erlassen. Nach § 31c Absatz 1 Satz 1 PartG entstand damit gegen die Partei ein Anspruch in Höhe des Dreifachen des rechtswidrig erlangten Betrages. Folglich wurde die CDU verpflichtet, ein Bußgeld von 1.203.252,96 Euro an den Bundestag zu zahlen. Die CDU will die Millionenstrafe mit Geldern begleichen, die aus dem Verkauf des Parteigebäudes in der Mainzer Rheinallee stammen.
Die Parteivorsitzende und Spitzenkandidatin der CDU-Rheinland-Pfalz für die Landtagswahl am 27. März 2011 Julia Klöckner distanzierte sich von Christoph Böhr. Der Vorstand des Landesverbandes der CDU kündigte zudem an, möglicherweise rechtliche Schritte gegen den damaligen Partei- und Fraktionsvorsitzenden Christoph Böhr einzuleiten.
Ende Juni 2010 bis kurz vor der rheinland-pfälzischen Landtagswahl 2011 war die Finanzaffäre Gegenstand eines Untersuchungsausschusses des Landtags Rheinland-Pfalz, der die Vorgänge der Verwendung und den Umgang der CDU-Fraktion mit Geldern in den Jahren 2003 bis 2006 beleuchten sollte (Untersuchungsausschuss 15/3 – Bezeichnung: „CDU-Fraktionsfinanzen 2003-2006“). Die CDU hatte gegen die Einsetzung des U-Ausschusses geklagt, die Klage war aber vom Verfassungsgerichtshof Rheinland-Pfalz abgewiesen worden.

#### Anklage und Prozess
Am 10. Oktober 2012 erhob die Staatsanwaltschaft Mainz Anklage wegen Untreue gegen Böhr. Am 3. September 2013 begann der Prozess gegen ihn, gegen den früheren rheinland-pfälzischen CDU-Fraktionsgeschäftsführer Markus Hebgen, den ehemaligen CDU-Generalsekretär Friedrich Claudius Schlumberger und gegen Carsten Frigge, Hamburgs ehemaligen Finanzsenator (CDU) und Geschäftsführer der Düsseldorfer Kommunikationsagentur C 4 Consulting GmbH.
Laut Mainzer Staatsanwaltschaft haben sich Christoph Böhr und Markus Hebgen der Untreue zu Lasten der CDU-Fraktion schuldig gemacht. Im rheinland-pfälzischen Landtagswahlkampf 2006 sollen sie Geldmittel der Fraktion zur Finanzierung von Ausgaben der Partei verwendet haben. Sollte dies bewiesen werden, hätten sie damit ihre Vermögensbetreuungspflicht gegenüber dem Fraktionsvermögen verletzt und hierdurch einen Schaden von ca. 385.000 Euro verursacht. Beihilfe hierzu soll Carsten Frigge als Geschäftsführer der beauftragten Düsseldorfer Beratungsfirma C4 Consulting GmbH geleistet haben, indem er Rechnungen für Beratungsleistungen u. a. an die rheinland-pfälzische CDU-Fraktion ausgestellt haben soll, ohne dass hierfür irgendwelche entsprechende Leistungen erbracht wurden. Friedrich Claudius Schlumberger, der vierte Angeklagte, soll als ehemaliger Generalsekretär der Partei von der Mittelverwendung Kenntnis gehabt haben, dies jedoch gegenüber dem Landesvorstand der Partei pflichtwidrig verschwiegen haben. Hierdurch soll ein Gesamtschaden von rd. 1,1 Millionen Euro verursacht worden sein.

#### Urteil
Am 2. Dezember 2013 verurteilte das Landgericht Mainz Christoph Böhr wegen Untreue zu 22 Monaten Haft auf Bewährung. Böhr war nicht der einzige, der Konsequenzen tragen musste: Der frühere Fraktionsgeschäftsführer Markus Hebgen erhielt eine Bewährungsstrafe von 15 Monaten. Der ehemalige CDU-Generalsekretär Claudius Schlumberger bekam eine achtmonatige Bewährungsstrafe und der ehemalige Hamburger Senator Carsten Frigge wurde wegen Beihilfe zur Untreue zu einer Geldstrafe von 30.000 Euro (150 Tagessätze) verurteilt. Böhr, Schlumberger und Frigge und die Staatsanwaltschaft Mainz legten Revision vor dem Bundesgerichtshof in Karlsruhe ein. Hebgen verzichtete auf Rechtsmittel.
Die Landes-CDU Rheinland-Pfalz prüft nun, ob sie Schadensersatzforderungen gegen Christoph Böhr erheben kann. Böhr trage für die illegale Parteienfinanzierung die Verantwortung, erklärte der derzeitige CDU-Generalsekretär Patrick Schnieder. „Ob er dafür in Regress zu nehmen ist, ist zu prüfen, sobald das Urteil rechtskräftig wird.“ Man müsse dies tun, um sich nicht selbst strafbar zu machen. In Zusammenhang mit der Mainzer CDU-Affäre hatte Bundestagspräsident Norbert Lammert (CDU) bereits im Dezember 2010 wegen illegaler Parteienfinanzierung eine Strafzahlung in Höhe von 1,2 Millionen Euro gegen die rheinland-pfälzische CDU verhängt, die 2011 an die Bundestagsverwaltung gezahlt worden war. 386.000 Euro musste die CDU an den Landtag zahlen.
Am 11. Dezember 2014 verwarf der Bundesgerichtshof die Revisionen von Christoph Böhr und Carsten Fricke gegen das Urteil des Landgerichts Mainz, so dass deren Verurteilungen wegen des Verstoßes gegen das Parteiengesetz rechtskräftig wurden. Böhrs Anwalt kündigte eine Beschwerde beim Bundesverfassungsgericht an. Gleichzeitig hob der Bundesgerichtshof allerdings auf die Revision der Staatsanwaltschaft Mainz hin das Urteil des Landgerichts Mainz auf, soweit die Angeklagten hierin vom Vorwurf des versuchten Betruges mit falschen Angaben beim rheinland-pfälzischen Landesrechnungshof freigesprochen wurden. Hierüber muss nunmehr eine andere Strafkammer des Landgerichts Mainz erneut entscheiden.